# Origny
Origny ist eine französische Gemeinde mit 53 Einwohnern (Stand: 1. Januar 2022) im Département Côte-d’Or in der Region Bourgogne-Franche-Comté. Sie gehört zum Arrondissement Montbard und zum Kanton Châtillon-sur-Seine.
Nachbargemeinden sind Brémur-et-Vaurois im Nordwesten, Busseaut im Nordosten, Bellenod-sur-Seine im Südosten und Saint-Marc-sur-Seine im Südwesten.

## Bevölkerungsentwicklung
| Jahr                       | 1962 | 1968 | 1975 | 1982 | 1990 | 1999 | 2008 | 2015 |
| -------------------------- | ---- | ---- | ---- | ---- | ---- | ---- | ---- | ---- |
| Einwohner                  | 73   | 69   | 55   | 41   | 42   | 37   | 35   | 52   |
| Quellen: Cassini und INSEE |      |      |      |      |      |      |      |      |